# Howlin' Wolf (album)
Howlin' Wolf è il secondo album dell'artista blues statunitense Chester Burnette noto come Howlin' Wolf . A causa dell'illustrazione in copertina (realizzata da Don Bronstein) raffigurante una sedia a dondolo, l'album è anche conosciuto come "The Rockin' Chair Album", tanto che sulle ristampe dell'LP (etichetta Vogue, codice 600111) questo soprannome è stato aggiunto in copertina.
Nel 2003 l'album è stato collocato dalla rivista Rolling Stone al 223º posto nella classifica "The 500 Greatest Albums of All Time".

## Riedizione
Nel 1984 la Chess Records ha ripubblicato l'album Howlin' Wolf in una riedizione identificata dal codice CH 9183. Nell'illustrazione in copertina è stato rimosso il testo "The Rockin' Chair Album", sostituito da un logo ellittico recante la dicitura "Chicago 26 Golden years, Single Album", a indicare il 26º anniversario di attività dell'etichetta Chess Records. Il logo della Vogue è stato invece rimpiazzato dal codice identificativo della riedizione: CH 9183.

## Tracce
1. Shake For Me - 2:14 - (Willie Dixon)
2. Little Red Rooster - 2:25 - (Willie Dixon, Howlin' Wolf)
3. You'll Be Mine - 2:25 - (Willie Dixon)
4. Who's Been Talkin' - 2:22 - (Howlin' Wolf)
5. Wang Dang Doodle - 2:22 - (Willie Dixon)
6. Little Baby - 2:46 - (Willie Dixon)
7. Spoonful - 2:44 - (Willie Dixon)
8. Going Down Slow - 4:01 - (James Burke Oden)
9. Down In The Bottom - 2:33 - (Willie Dixon)
10. Back Door Man - 2:49 - (Willie Dixon)
11. Howlin' for My Baby - 2:35 - (Willie Dixon, Howlin' Wolf)
12. Tell Me - 2:53 - (Howlin' Wolf)

## Formazione

### Musicisti
- Howlin' Wolf - chitarra, armonica, voce
- Hubert Sumlin - chitarra
- Jody Williams - chitarra
- Jimmy Rogers - chitarra
- Otis Smokey Smothers - chitarra
- Willie Johnson - chitarra
- Buddy Guy - basso
- Willie Dixon - basso
- Henry Gray - pianoforte
- Hosea Lee Kennard - pianoforte
- Otis Spann - pianoforte
- Earl Phillips - batteria
- Sam Lay - batteria
- Fred Below - batteria
- S.P. Leary - batteria